# Grupa A din preliminariile Campionatului European de Fotbal 2020
Grupa A din preliminariile UEFA Euro 2020 este una din cele zece grupe care decid ce echipe se califică la turneul final al UEFA Euro 2020. Grupa A constă din cinci echipe: Anglia, Bulgaria, Cehia, Kosovo și Muntenegru, unde vor juca fiecare cu fiecare tur-retur.
Primele două clasate se vor califica direct la turneul final. Spre deosebire de edițiile anterioare, nu vor exista baraje, ci doar un play-off în care accesul se face conform rezultatelor din Liga Națiunilor UEFA 2018–2019.

## Clasament
| Loc | Echipa       | MJ | V | E | Î | GM | GP | DG  | Pct | Calificare                  |     | Anglia | Cehia | Kosovo | Bulgaria | Muntenegru |
| --- | ------------ | -- | - | - | - | -- | -- | --- | --- | --------------------------- | --- | ------ | ----- | ------ | -------- | ---------- |
| 1   | Anglia       | 8  | 7 | 0 | 1 | 37 | 6  | +31 | 21  | Calificare la turneul final |     | —      | 5–0   | 5–3    | 4–0      | 7–0        |
| 2   | Cehia        | 8  | 5 | 0 | 3 | 13 | 11 | +2  | 15  | Calificare la turneul final |     | 2–1    | —     | 2–1    | 2–1      | 3–0        |
| 3   | Kosovo (X)   | 8  | 3 | 2 | 3 | 13 | 16 | −3  | 11  |                             |     | 0–4    | 2–1   | —      | 1–1      | 2–0        |
| 4   | Bulgaria (X) | 8  | 1 | 3 | 4 | 6  | 17 | −11 | 6   |                             | 0–6 | 1–0    | 2–3   | —      | 1–1      |            |
| 5   | Muntenegru   | 8  | 0 | 3 | 5 | 3  | 22 | −19 | 3   |                             | 1–5 | 0–3    | 1–1   | 0–0    | —        |            |

## Meciuri
Programarea meciurilor a fost publicată de UEFA în aceeași zi cu tragerea la sorți, la 2 decembrie 2018 la Dublin. Orele sunt date în CET/CEST, după cum au fost publicate de UEFA (orele locale, dacă diferă, sunt în paranteză).
| Bulgaria | 1–1             | Muntenegru                                      |
| -------- | --------------- | ----------------------------------------------- |
|          | Raport Wikidata | Stefan Mugoša⁠(d) 5' Todor Nedelev⁠(d) 37' (pen.) |

| Anglia | 1–0             | Cehia               |
| ------ | --------------- | ------------------- |
|        | Raport Wikidata | Raheem Sterling 12' |

| Kosovo | 1–1             | Bulgaria                                 |
| ------ | --------------- | ---------------------------------------- |
|        | Raport Wikidata | Arbër Zeneli⁠(d) 16' Vasil Bojikov⁠(d) 39' |

| Muntenegru | 1–5             | Anglia                                                                                          |
| ---------- | --------------- | ----------------------------------------------------------------------------------------------- |
|            | Raport Wikidata | Ross Barkley 39', 14' Marko Vešović⁠(d) 18' Harry Kane 26' Michael Keane 30' Raheem Sterling 36' |

| Cehia | 2–1             | Bulgaria                                 |
| ----- | --------------- | ---------------------------------------- |
|       | Raport Wikidata | Ismail Isa 3' Patrik Schick 20', 5', 19' |

| Muntenegru | 1–1             | Kosovo                                 |
| ---------- | --------------- | -------------------------------------- |
|            | Raport Wikidata | Stefan Mugoša⁠(d) 24' Milot Rashica 24' |

| Bulgaria | 2–3             | Kosovo |
| -------- | --------------- | --- |
|          | Raport Wikidata | Kristian Dimitrov⁠(d) 10' Milot Rashica 14', 48' Vedat Muriqi 19' Ivelin Popov⁠(d) 43' Elbasan Rashani⁠(d) 47' |

| Cehia | 3–0             | Muntenegru                                                                |
| ----- | --------------- | ------------------------------------------------------------------------- |
|       | Raport Wikidata | Boris Kopitović⁠(d) 4' (aut.) Jakub Jankto⁠(d) 18' Patrik Schick 37' (pen.) |

| Kosovo | 2–1             | Cehia                                                 |
| ------ | --------------- | ----------------------------------------------------- |
|        | Raport Wikidata | Patrik Schick 16' Vedat Muriqi 20' Mërgim Vojvoda 22' |

| Anglia | 4–0             | Bulgaria                                                  |
| ------ | --------------- | --------------------------------------------------------- |
|        | Raport Wikidata | Harry Kane 24', 5' (pen.), 28' (pen.) Raheem Sterling 10' |

| Anglia | 5–3             | Kosovo |
| ------ | --------------- | --- |
|        | Raport Wikidata | Valon Berisha⁠(d) 1', 4' Raheem Sterling 9', 8' Vedat Muriqi 9' (pen.), 10' (pen.) Harry Kane 19' Mërgim Vojvoda 38' (aut.) Jadon Sancho 44', 45+1' |

| Muntenegru | 0–3             | Cehia                                                            |
| ---------- | --------------- | ---------------------------------------------------------------- |
|            | Raport Wikidata | Tomáš Souček 9' Lukáš Masopust⁠(d) 13' Vladimír Darida 49' (pen.) |

| Cehia |        | Anglia |
| ----- | ------ | ------ |
|       | Raport |        |

| Muntenegru |        | Bulgaria |
| ---------- | ------ | -------- |
|            | Raport |          |

| Bulgaria |        | Anglia |
| -------- | ------ | ------ |
|          | Raport |        |

| Kosovo |        | Muntenegru |
| ------ | ------ | ---------- |
|        | Raport |            |

| Cehia |        | Kosovo |
| ----- | ------ | ------ |
|       | Raport |        |

| Anglia |        | Muntenegru |
| ------ | ------ | ---------- |
|        | Raport |            |

| Bulgaria |        | Cehia |
| -------- | ------ | ----- |
|          | Raport |       |

| Kosovo |        | Anglia |
| ------ | ------ | ------ |
|        | Raport |        |

## Disciplină
Un jucător este automat suspendat pentru următorul meci în cazul următoarelor infracțiuni:
- Cartonaș roșu (suspendările în acest caz pot fi mărite pentru infracțiuni grave)
- Trei cartonașe galbene în trei meciuri diferite, apoi ca al cincilea cartonaș galben și fiecare cartonaș galben după acesta (suspendările pentru cartonașe galbene se reportează pentru play-off, dar nu și la turneul final sau la alte meciuri internaționale viitoare)